# Coelioxys oaxacana
Coelioxys oaxacana là một loài Hymenoptera trong họ Megachilidae. Loài này được Baker mô tả khoa học năm 1975.